# Fidel Markus Wohlwend

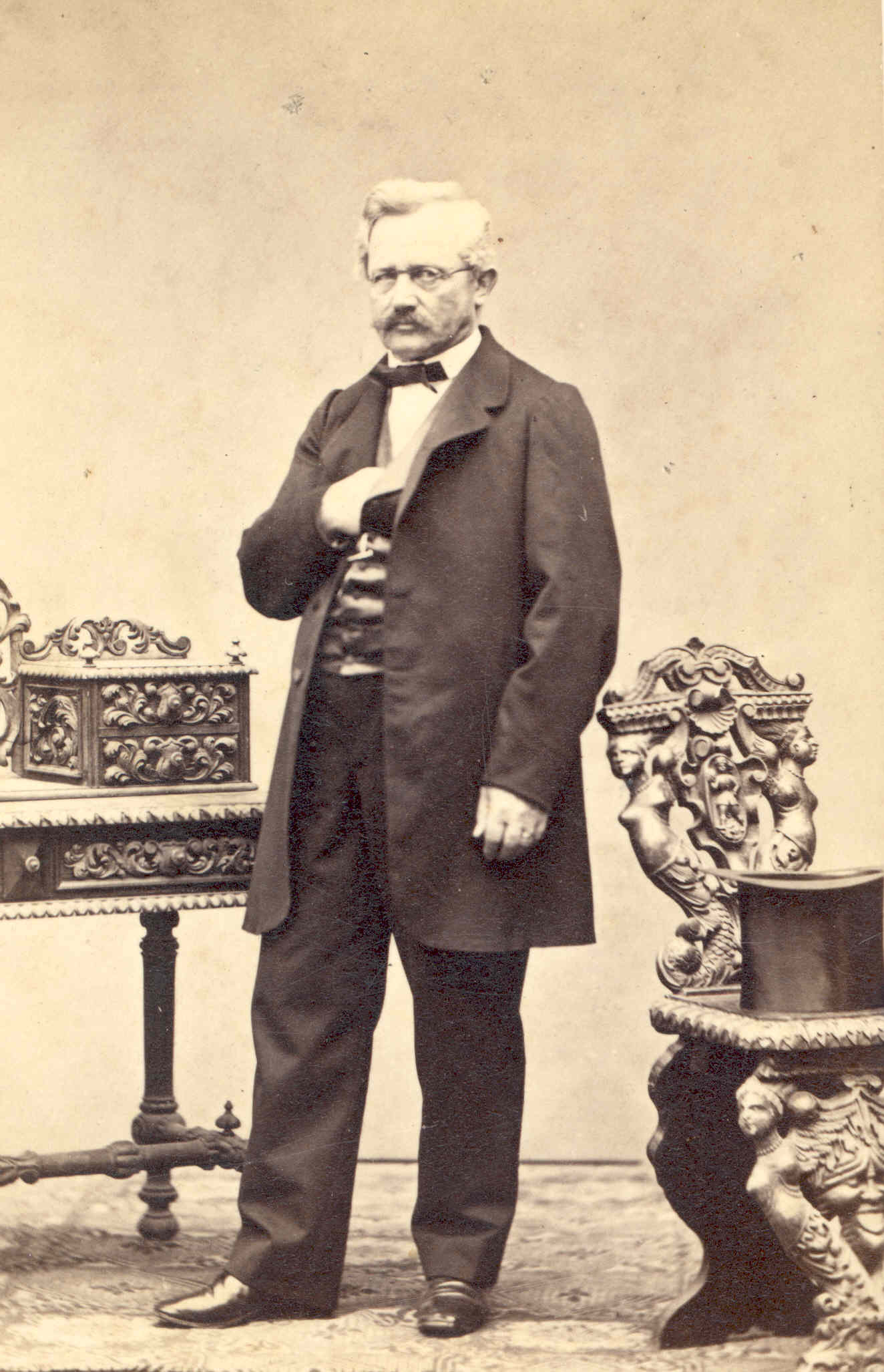
Fidel Markus Wohlwend

Fidel Markus Wohlwend (* 24. April 1808 in Feldkirch; † 18. Mai 1883 ebenda) war ein österreichischer Gutsbesitzer und Politiker. Er war von 1860 bis 1865 Abgeordneter im Österreichischen Abgeordnetenhaus des Reichsrates, von 1861 bis 1867 Abgeordneter zum Vorarlberger Landtag sowie Bürgermeister von Feldkirch.

## Leben
Wohlwend wurde als Sohn des Magistratsrats, Kornhändlers und Betreibers des Gasthof Engel Josef Anton Wohlwend (1763–1831) und dessen Gattin Anna Maria Hämmerle (1771–1823) geboren, wobei seine Eltern ebenfalls in Feldkirch geboren wurden und hier starben. Er heiratete am 28. April 1834 die aus Schruns stammende Anna Maria Barbara Katharina (Babette) Längle (1815–1890), wobei die Ehe kinderlos blieb. Wohlwend hatte jedoch eine Adoptivtochter, die den Direktor der Landesirrenanstalt Valduna in Rankweil heiratete.
Seine Schulausbildung absolvierte Wohlwend zwischen 1819 und 1825 am Gymnasium Feldkirch. Er war in der Folge beruflich als Gutsbesitzer und Bürgermeister tätig, wobei er zwischen 1835 und 1841 auch als Fabrikant gemeinsam mit Carl Ganahl tätig war. Er engagierte sich zunächst insbesondere in der Lokalpolitik und hatte zwischen 1847 und 1850 das Amt des Bürgermeisters von Feldkirch inne, danach wirkte er von 1858 bis 1861 erneut in diesem Amt. Zudem war er bis 1869 Mitglied im Gemeindeausschuss von Feldkirch. Auf Landesebene wirkte er zwischen 1848 und 1849 eine wichtige Rolle in der Vorarlberger Landespolitik, wobei er 1848 den Entwurf für eine Vorarlberger Landesverfassung erarbeitete. 1860 erfolgte seine Berufung in den verstärkten Reichsrat, zudem wurde er vom Vorarlberger Landtag 1861 zum Mitglied des Österreichischen Abgeordnetenhaus gewählt. Er wurde dort am 29. April 1861 als Vertreter des Landgemeinden-Wahlbezirks Feldkirch-Dornbirn angelobt und gehörte dem liberalen Lager bzw. der Verfassungspartei an. Zudem war er Mitglied der verfassungstreuen Linken. Bis zu seinem Ausscheiden am Ende der I. Legislaturperiode 1865 engagierte er sich zusammen mit der Partei Lichtenfels gegen die feudalen Föderalisten und galt als entschiedener Gegner des Neoabsolutismus. In seinen Reden widmete er sich insbesondere Finanzfragen. Wohlwend war bis 1867 Abgeordneter zum Vorarlberger Landtag und fungierte zudem von 1861 bis 1867 als Mitglied im Landesausschuss Vorarlbergs. Er wurde 1876 zum Ehrenmitglied der Vorarlberger Landwirtschaftskammer gewählt und engagierte sich als Unterschützenmeister der Schützengilde Feldkirch.